# 라이언 (2016년 영화)
《라이언》(영어: Lion)은 2016년 11월에 개봉한 오스트레일리아, 영국, 미국의 드라마 영화이다. 가스 데이비스 감독의 데뷔작이며, 서루 브라이얼리(Saroo Brierley)의 자전 수기 〈집으로〉(A Long Way Home)가 영화의 원작이다. 촬영 당시에는 원작 수기의 제목과 같은 제명 하에 제작이 진행되었다.
영화의 제목은 서루 브라이얼리의 원래 이름이며 사자를 뜻하는 셰루(Sheru)에서 따온 것이다. 어린 셰루는 본인의 이름을 서루로 잘못 발음하곤 했고 이로 인해 입양 후 이름이 셰루에서 서루로 굳어졌다. 영화 속에는 이런 내용이 포함되어 있지 않다.
2017년 제89회 아카데미상의 총 6개 부문(작품상, 각색상, 촬영상, 남우조연상, 여우조연상, 음악상)에 후보로 올랐다.

## 줄거리
이 영화의 주인공은 다섯 살 때 인도 콜카타의 한 기차역에서 가족들과 헤어지게 되고, 이후 오스트레일리아 가정에 입양되어 자란다. 시간이 흘러 장성한 주인공은 구글 어스를 이용해 자신의 친가족을 찾는 여정을 떠난다.

## 출연
- 데브 파텔 - 서루 역
  - 서니 파와르 - 어린 서루 역
- 루니 메라 - 루시, 서루의 여자친구 역
- 니콜 키드먼 - 수, 서루의 입양모 역
- 데이비드 웨넘 - 존, 서루의 입양부 역
- 프리양카 보세 - 캄라, 서루의 친어머니 역
- 아비셱 바라트 - 구두, 서루의 친형 역
- 디프티 나발- 수드 부인, 인도 입양기관 ISSA의 창립자 역
- 타니슈타 차테르지 - 누르, 어린 서루를 잠시 돌봐준 콜카타의 여성 역
- 나와주딘 시디퀴 - 라마, 누르의 지인 역
- 리디 센 - 카페의 남자, 길잃은 어린 서루를 경찰에 인계해준 남성 역
- 코식 센 - 콜카타 경찰 역
- 팔라비 샤르다 - 프라마, 서루의 대학 친구 역
- 사친 조브 - 바라트, 서루의 대학 친구 역
- 쿠시 솔란키 - 어린 셰킬라 역
- 에이먼 패런 - 루크 역
- 벤저민 리그비 - 웨이터 역